# Élections générales boliviennes de 2020
Les élections générales boliviennes de 2020 ont lieu de manière anticipée le 18 octobre 2020 afin d'élire simultanément le président et le vice-président ainsi que les 130 membres de la Chambre des députés et les 36 membres de la Chambre des sénateurs de la Bolivie.
Le scrutin a lieu dans le contexte de la démission d'Evo Morales, réélu de façon controversée et dont la validité de la reconduction a été rejetée par l'opposition, ce qui a provoqué la crise post-électorale bolivienne de 2019. Initialement prévu le 3 mai 2020, le scrutin est reporté à deux reprises en raison de la progression de la pandémie de Covid-19 dans le pays.
Déjouant la majorité des sondages qui envisageaient un second tour entre lui et son principal concurrent Carlos Mesa, président de 2003 à 2005, le candidat du Mouvement vers le socialisme Luis Arce, ancien ministre d'Evo Morales, est largement élu dès le premier tour avec plus de 55 % des voix. Sa victoire est reconnue le soir même par Mesa, par la présidente sortante Jeanine Áñez, ainsi que par les observateurs internationaux.

## Contexte

### Crise politique

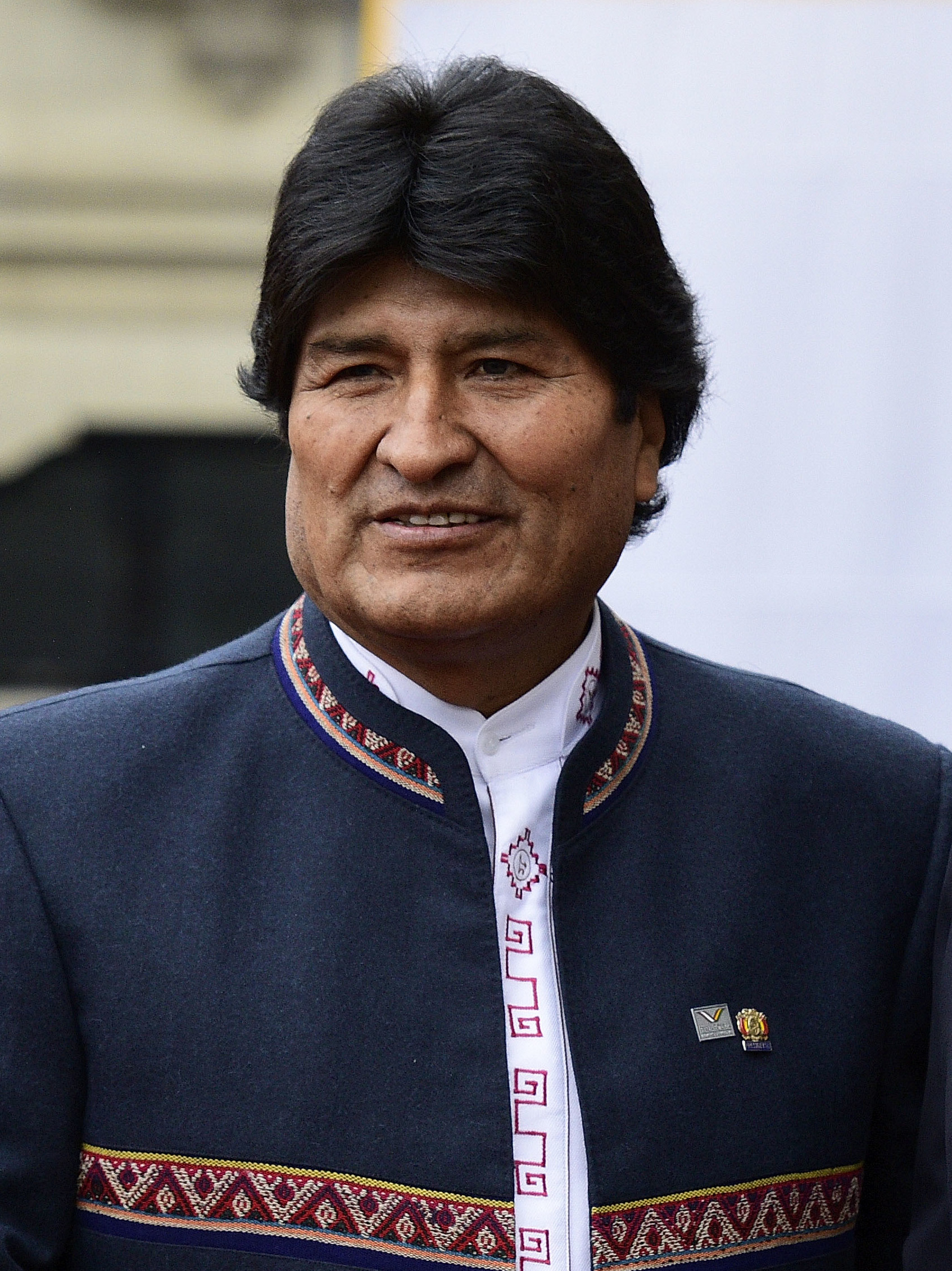
Evo Morales

Le dépouillement des résultats des élections générales boliviennes de 2019 a initialement lieu avec une publication en ligne des résultats mis à jour. Celle-ci est suspendue à 83 % du dépouillement du total des bulletins de vote, dans l'attente du décompte des bulletins des zones rurales reculées. Bien que le décompte avait déjà été suspendu à hauteur de 70 % lors de l'élection présidentielle de 2014, et de 80 % lors du référendum de 2016, la durée (22 heures) de l'arrêt des opérations électorales alors qu'un second tour se profile provoque de vives tensions dans le pays. Les résultats au moment du gel du décompte, le soir du scrutin, donnent en effet Evo Morales à 45,28 %, Carlos Mesa à 38,16 %, Chi Hyun Chung à 8,77 % et Oscar Ortiz à 4,41 %. Sur la base de ces résultats préliminaires, un second tour est pressenti pour avoir lieu le 15 décembre, aucun candidat à la présidentielle n'ayant remporté la majorité absolue ou 40 % avec 10 points d'avance sur le candidat suivant. Ce second tour aurait été le premier auquel aurait été contraint Evo Morales, ainsi que du premier à avoir lieu au suffrage populaire en Bolivie, les candidats qualifiés pour le second tour étant auparavant départagés par un vote du congrès avant la mise en place de la constitution de 2009, et aucun n'ayant jusqu'à présent eu lieu sous cette dernière.
L'arrêt de la publication du dépouillement en temps réel est considéré comme très suspect par l'opposition, qui accuse le gouvernement de s’apprêter à commettre une fraude électorale. Carlos Mesa parle ainsi d'une « manipulation qui met en péril la démocratie » et appelle à la « mobilisation citoyenne » jusqu'à ce que les résultats complets soient connus. Les observateurs de l'Organisation des États américains (OAE) font également part de leur vive inquiétude, l'organisation affirmant crucial que le Tribunal électoral suprême bolivien (TSE) s'explique le plus rapidement possible sur les raisons de cette interruption. Le gouvernement affirme alors avoir procédé à cet arrêt du fait de la publication de résultats officiels de la part des tribunaux régionaux, afin d'éviter toute annonce simultanée de résultats contradictoires. Selon la BBC, aucun résultat officiel n'est cependant proclamé à ce moment du processus électoral.

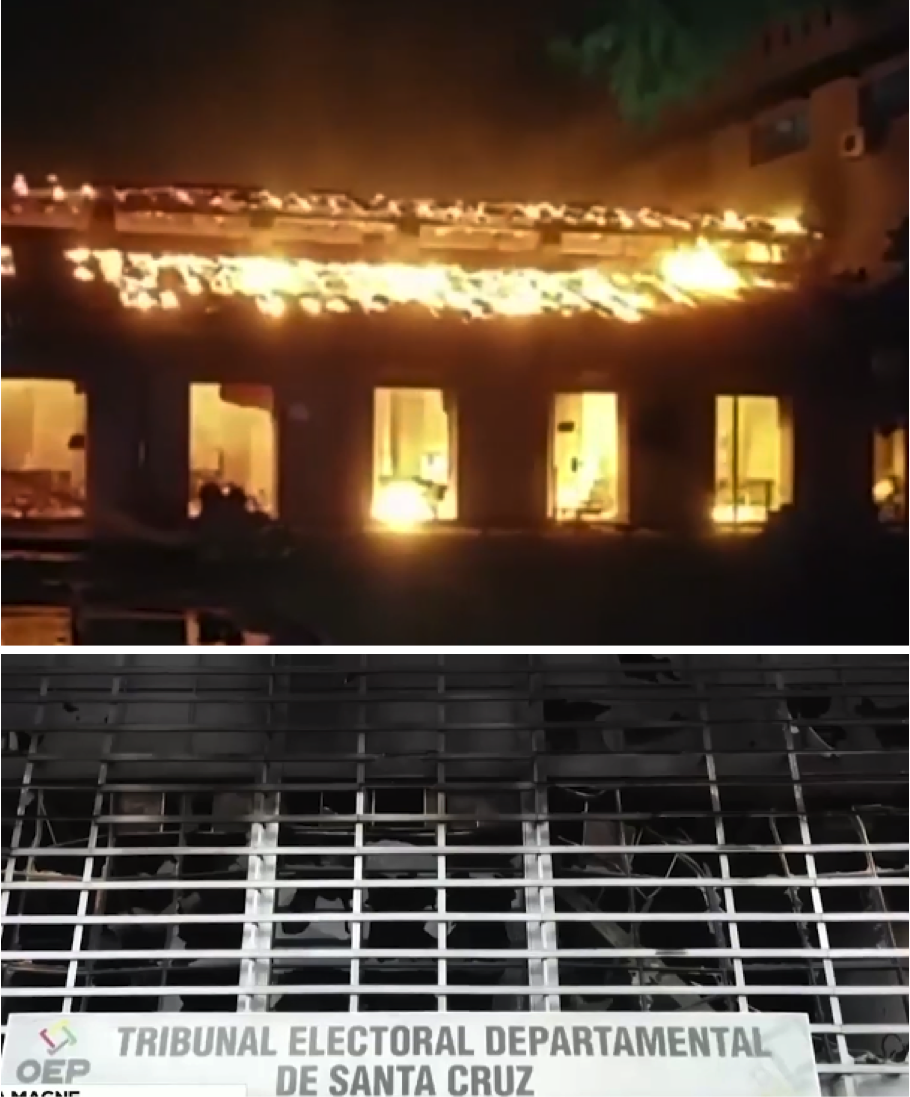
Tribunal électoral incendié à Santa Cruz (23 octobre 2019).

Le 21 octobre, en milieu de soirée, le TSE met à jour les résultats en publiant les chiffres correspondant au dépouillement de 95,3 % des bulletins de vote. Ceux-ci donnent Evo Morales en tête avec 46,87 % des voix contre 36,73 % à Carlos Mesa, soit un écart de 10,14 points, ce qui laisse présager d'une réélection dès le premier tour du président sortant. Les partisans d'Evo Morales attribuent ce revirement à la prise en compte plus tardive du vote rural, bastion du président sortant. L'OAE qualifie cependant les nouveaux chiffres de changement radical, inexplicable et difficile à justifier entraînant une « perte de confiance dans le processus électoral ». De son côté, Carlos Mesa dénonce ce qu'il qualifie de « fraude honteuse » et annonce ne pas reconnaître les résultats de l'élection. S'ensuivent des affrontements accompagnés d'appels à une grève illimitée. Evo Morales qualifie ces appels de tentative de coup d’État tandis que le décompte des suffrages se poursuit, laissant entrevoir un résultat plus serré avec une possibilité de second tour.
Le lendemain, le 24 octobre, à partir de résultats quasi-définitifs, Morales revendique sa victoire et qualifie Mesa de « lâche et de délinquant », tout en restant ouvert à la possibilité d'un duel face à celui-ci. De son côté, l'OEA recommande la tenue d'un second tour, même en cas d'un écart de plus de 10 points entre les deux candidats, compte tenu des irrégularités observées durant le scrutin.
Le 25 octobre, Morales est déclaré vainqueur par le Tribunal suprême électoral. Le 27 octobre, le président déclare rejeter « toute négociation politique ». Les troubles atteignent La Paz le 28 octobre, et voient l'affrontement des partisans et opposants de Morales, et font plusieurs morts et blessés,. Le 4 novembre, Mesa réclame un nouveau scrutin.

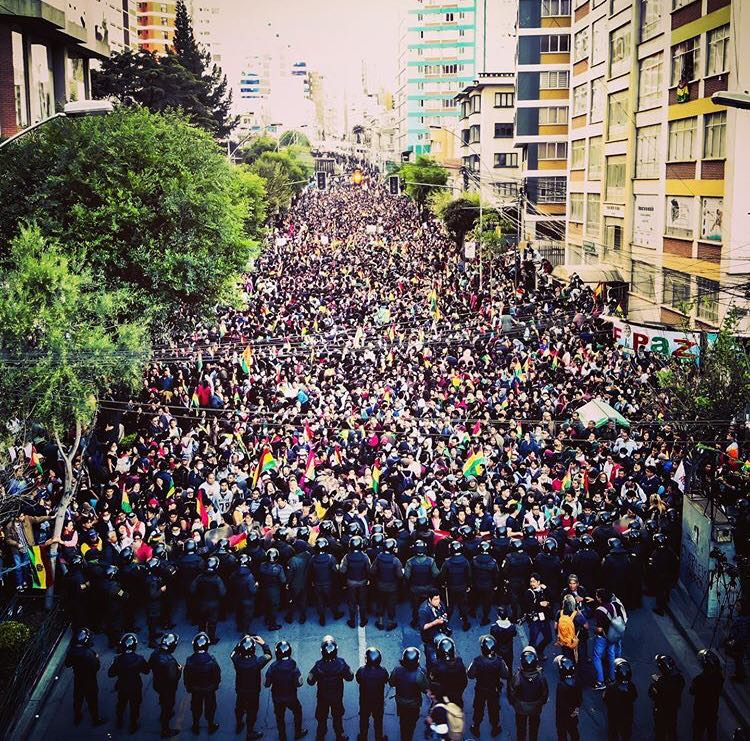
Manifestation pacifique à La Paz.

Les autorités boliviennes demandent l’ouverture d’un audit réalisé par l’Organisation des États américains (OEA) et proposent à la Communauté civique de Carlos Mesa de s'y associer, mais cette dernière dénonce un accord conclu « sans représentants de la société civile ni partis politiques », et réclame la tenue d'un nouveau scrutin,.
Le 7 novembre, dans plusieurs villes du pays, des agents de police se soulèvent contre le gouvernement au cri de « mutinerie policière ». Le gouvernement indique qu'un recours à l'armée contre les mutins est « totalement exclu ». Dans le même temps, le président appelle au dialogue avec les partis représentés au Parlement, mais pas avec les comités de la société civile ayant lancé la contestation ; l’offre est refusée par Carlos Mesa et les formations politiques.
Certains groupes de la société civile qui réclament un nouveau scrutin souhaitent que ni Morales ni Mesa ne se représentent.
À la suite des conclusions de l’audit de l'OEA faisant état de fraudes et alors que le mouvement se poursuit, avec un total de trois morts et quelque 200 blessés, Evo Morales annonce le 10 novembre le renouvellement de l'ensemble des membres du Tribunal électoral suprême, suivis de la tenue d'une nouvelle élection présidentielle. La situation continue de se dégrader en cours de journée : des manifestants prennent possession des médias publics, agressent et retiennent en otage des membres des familles de personnalités politiques proches du président, ce qui entraîne la démission de plusieurs ministres et députés, dont le président de la Chambre des députés.
Dans la soirée, tandis que les affrontements se poursuivent, le président annonce sa démission, alors que le chef de l'armée, avait peu avant appelé à son départ dans une allocution télévisée. Le vice-président Álvaro García Linera, président de l'Assemblée législative plurinationale, qui fait office de successeur constitutionnel, démissionne lui aussi, et dénonce un « coup d'État », ainsi qu'Adriana Salvatierra, présidente de la Chambre des sénateurs, et Víctor Borda, président de la Chambre des députés, respectivement troisième et quatrième dans l'ordre de succession présidentiel. Le successeur potentiel est Jeanine Áñez, seconde vice-présidente de la Chambre des sénateurs, après la démission de Rubén Medinaceli, premier vice-président,. Un mandat d'arrêt est émis à l'encontre de Morales lui-même. Le Mexique propose l'asile à ce dernier et accueille dans son ambassade à La Paz des fonctionnaires et des parlementaires boliviens.
Le 11 novembre 2019, Áñez annonce la convocation prochaine d'une nouvelle élection présidentielle, de façon qu'un nouveau président prenne ses fonctions d'ici le 22 janvier 2020, comme prévu. La séance parlementaire destinée à fixer la date de la présidentielle a lieu le 12 novembre. La séance étant suspendue pour cause de quorum non atteint par le boycott des parlementaires du Mouvement vers le socialisme (MAS), conformément à la constitution plurinationale, elle se déclare chargée de l'intérim de la présidence de l'État, arguant de la nécessité de ne pas laisser le pays sans gouvernement et de celle de pacifier le pays. Evo Morales dénonce alors « le coup d'État le plus astucieux et le plus odieux de l'histoire a eu lieu ». Le Tribunal constitutionnel plurinational valide l'accession de Jeanine Áñez à la présidence de l'État par intérim dans un communiqué publié le 12 novembre.
Les conclusions de l’OEA ont par la suite été contredites par trois rapports de chercheurs indépendants, concluant à l’absence de preuves statistiques de fraude.

### Convocation d'un nouveau scrutin

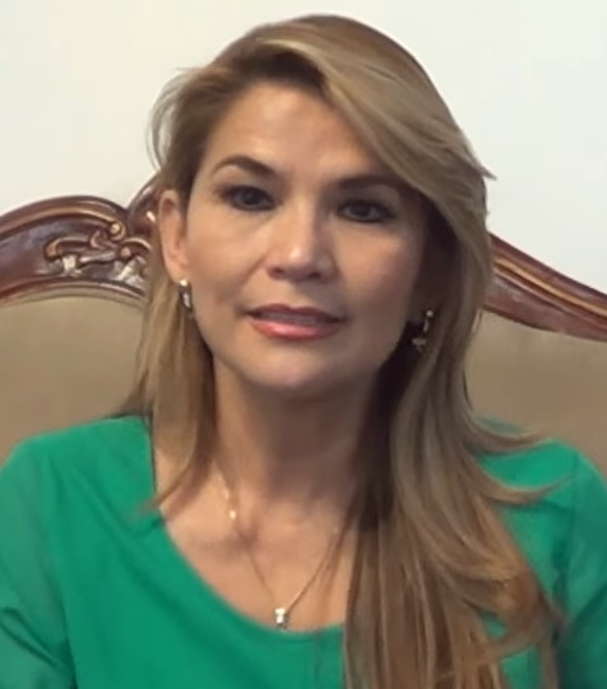
La présidente par intérim, Jeanine Áñez.

Le 20 novembre, Áñez annonce la convocation de nouvelles élections. Elle présente au Parlement un projet de loi destiné à annuler les résultats des législatives et de la présidentielle, et à renouveler la composition du Tribunal suprême électoral, qui devra fixer la date des prochaines élections.
Le Sénat approuve le 23 novembre cette mesure et l'interdiction pour un individu ayant déjà effectué un deuxième mandat d’en faire un troisième, ainsi qu'une loi d'amnistie pour Morales — contre qui le gouvernement provisoire a porté plainte la veille pour « sédition » et « terrorisme » —, que la présidente par intérim rejette cependant. La Chambre des députés adopte quelques heures plus tard ce projet de loi. Áñez promulgue le texte le 24 novembre. Celui-ci prévoit que le scrutin puisse se tenir d'ici juin 2020.
Le 4 janvier 2020, le nouveau président du Tribunal suprême électoral, Salvador Romero, convoque le scrutin pour le 3 mai 2020. Un éventuel second tour doit avoir lieu dans les 45 jours suivant cette première date.
Le Tribunal constitutionnel prolonge le 17 janvier son mandat et celui du Parlement élu en 2014 jusqu'à l'investiture des nouvelles autorités élues[réf. à confirmer].

### Pandémie de coronavirus et reports
En raison de la progression de la pandémie de Covid-19 et du confinement total décrété par la présidente par intérim, le Tribunal suprême de justice (TSE) décide le 22 mars de reporter sine die le scrutin. Le TSE propose par la suite au Parlement de fixer la date du scrutin entre le 7 juin et le 6 septembre 2020 puis, face à la propagation du virus, entre le 28 juin et le 27 septembre. Le Parlement, dominé par le MAS, vote cependant le 1er mai une loi organisant le scrutin dans les 90 jours, contre l'avis de Jeanine Áñez. Les différents partis parviennent finalement début juin à un accord fixant le scrutin au 6 septembre. La hausse des cas de personnes affectées entraîne cependant un nouveau report au 18 octobre. Les partisans de l'ancien président organisent des manifestations et des blocages de routes, alors que le gouvernement tente de reporter de nouveau le scrutin. Le 14 août, le Tribunal suprême électoral adopte une résolution empêchant tout nouveau report. D'après plusieurs observateurs, ces reports successifs, alors que des élections auraient dû selon la constitution bolivienne se tenir dans les 90 jours suivant la démission d'Evo Morales, seraient plutôt liés aux sondages donnant un avantage au MAS,.

## Système électoral
L'ensemble des scrutins se déroule simultanément, un seul vote de l'électeur pour un parti comptant pour ses candidats à la présidence, à la Chambre des sénateurs, et pour ceux élus à la proportionnelle à la Chambre des députés, suivant un système appelé Ley de lemas.

### Président
Le président bolivien est élu en même temps que le vice-président pour un mandat de cinq ans par le biais d'une version modifiée du scrutin uninominal majoritaire à deux tours. Si aucun candidat ne remporte la majorité absolue des suffrages exprimés lors du premier tour, ou plus de 40 % des voix avec au moins dix points d'avance sur celui arrivé en deuxième position, un second tour est organisé dans les soixante jours entre les deux candidats arrivés en tête. Est alors élu celui qui reçoit le plus grand nombre de suffrages,. En 2020, la date d'organisation d'un éventuel second tour est fixée au 29 novembre.
Le mandat du président n'était auparavant renouvelable qu'une seule fois. Une décision du Tribunal constitutionnel fin 2017 a mis fin à cette clause : le président peut depuis se représenter de manière illimitée. Cette décision a lieu peu après l'échec d'Evo Morales à supprimer cette limitation en organisant un référendum constitutionnel, en février 2016, la population ayant alors rejetée l'amendement par 51,3 % des voix exprimées. À la suite de la crise politique de 2019, une loi interdit à Morales de se représenter.

### Parlement

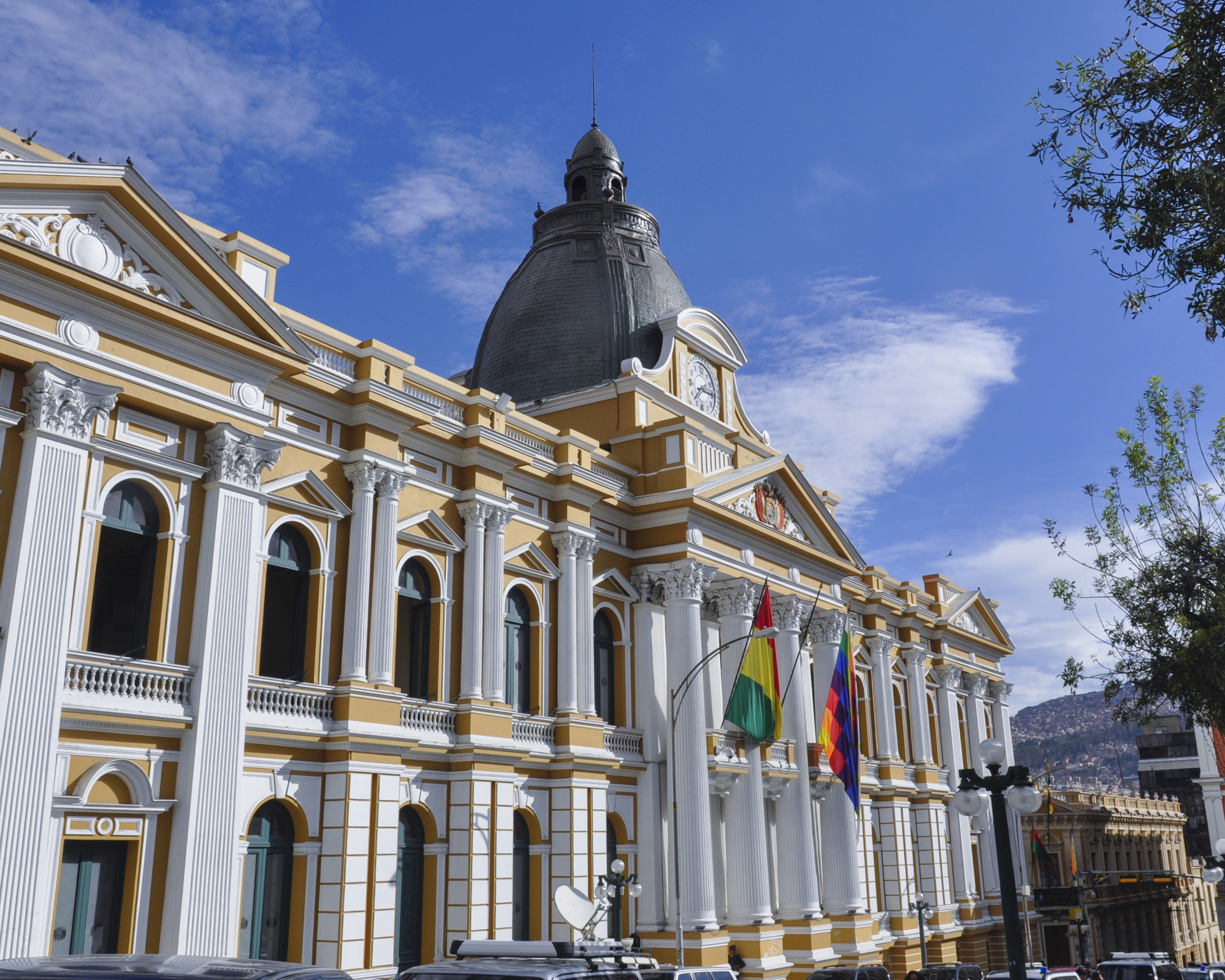
Palais du parlement.

La Bolivie est dotée d'un parlement bicaméral appelé Assemblée législative plurinationale. Celle-ci est composée d'une chambre basse, la Chambre des députés, et d'une chambre haute, la Chambre des sénateurs. Toutes deux sont renouvelées simultanément pour un mandat de cinq ans.
Chaque électeur vote au scrutin majoritaire pour un candidat à la Chambre des députés dans sa circonscription et vote séparément pour la liste d'un parti. Ce second vote compte pour le candidat à la présidentielle et pour la répartition des sièges de l'autre partie de la Chambre des députés ainsi que de la totalité de ceux de la Chambre des sénateurs à la proportionnelle.
La Chambre des députés est en effet dotée de 130 sièges dont 70 pourvus au scrutin uninominal majoritaire à un tour dans autant de circonscriptions électorales, tandis que les 60 sièges restants le sont au scrutin proportionnel plurinominal dans neuf circonscriptions correspondant aux départements du pays, en fonction de leur population lors du dernier recensement.
Une fois le décompte des suffrages terminé, la répartition des 60 sièges se fait à la proportionnelle sur la base du quotient simple, puis selon la méthode du plus fort reste,,.
La Chambre des sénateurs est quant à elle dotée de 36 sièges pourvus au scrutin proportionnel plurinominal dans neuf circonscriptions correspondant aux départements du pays, à raison de 4 sièges par département. La répartition se fait selon la même méthode qu'à la chambre basse.
Les candidats doivent avoir au moins 25 ans pour être député, et 35 ans pour être sénateur. Tous les candidats élus au scrutin majoritaire doivent avoir un suppléant du sexe opposé. De même, les listes des partis doivent alterner les candidats masculins et féminins. Sur les 70 sièges majoritaires, sept sont réservés aux minorités indigènes.

## Forces en présence
| Parti               | Parti                                                       | Idéologie                                                                          | Candidats et colistiers            | Résultat en 2019                         |
| ------------------- | ----------------------------------------------------------- | ---------------------------------------------------------------------------------- | ---------------------------------- | ---------------------------------------- |
|                     | Mouvement vers le socialisme Movimiento al Socialismo (MAS) | Gauche Socialisme du XXIe siècle, bolivarisme, plurinationalisme, indigénisme      | Luis Arce David Choquehuanca       | 47,08 % des voix 67 députés 21 sénateurs |
|                     | Communauté citoyenne Comunidad Ciudadana (CC)               | Centre Démocratie libérale, constitutionnalisme                                    | Carlos Mesa Gustavo Pedraza        | 36,51 % des voix 50 députés 14 sénateurs |
|                     | Nous croyons Creemos                                        | Droite à extrême droite Démocratie chrétienne, conservatisme, libéralisme          | Luis Fernando Camacho Marco Pumari | 8,78 % des voix 9 députés 0 sénateur     |
| Candidature retirée |                                                             |                                                                                    |                                    |                                          |
|                     | Ensemble Juntos                                             | Centre gauche à droite Libéralisme économique, conservatisme sociétal, fédéralisme | Jeanine Áñez Samuel Doria Medina   | 4,24 % des voix 4 députés 1 sénateur     |

## Intentions de vote
Le graphique qui aurait dû être présenté ici ne peut pas être affiché car il utilise l'ancienne extension Graph, désactivée pour des questions de sécurité. Des indications pour créer un nouveau graphique avec la nouvelle extension Chart sont disponibles ici.

## Campagne
La campagne électorale, qui débute le 6 septembre, est marquée par plusieurs polémiques dont plusieurs antérieures à son début officiel.
Le 28 juillet, à l'appel d'Arce, des milliers de sympathisants du MAS manifestent pour s'opposer au report du scrutin, qu'ils estiment lié à la peur du gouvernement en place de la possibilité que leur candidat remporte le scrutin.
En août 2020, les coalitions Creemos et Juntos déposent un recours pour disqualifier le MAS des élections, après une déclaration d'Arce affirmant qu'un sondage donne son parti vainqueur du scrutin. Une demande restée sans suite auprès du Tribunal constitutionnel plurinational.
En septembre 2020, Human Rights Watch accuse le gouvernement intérimaire de persécutions politiques par manipulation de la justice à l'égard de l'ancien président et de candidats du MAS. Plusieurs centaines de dirigeants du MAS et d’organisations sociales sont alors poursuivis par la justice ou incarcérés. Des observateurs internationaux, membres de partis de gauche et accusés de sympathies pour le MAS, ont été expulsés ou intimidés par les autorités lors de leur arrivée en Bolivie.
Le pouvoir bolivien annonce le 30 juin entreprendre des poursuites judiciaires contre Luis Arce pour des « dommages financiers » qu'il aurait causés à l’État lorsqu’il était ministre de l’Économie et des Finances publiques. Une autre enquête est ouverte contre lui début octobre concernant sa participation à la « fraude électorale » de 2019, puis une troisième le 9 octobre, à neuf jours du scrutin, pour « enrichissement illicite ».
Le 11 octobre 2020, le candidat pour le Mouvement nationaliste révolutionnaire et ancien président, Jorge Quiroga, annonce le retrait de sa liste.
Le 14 octobre 2020, l'Action démocratique nationaliste, avec comme chef María de la Cruz Bayá, annonce le retrait de ses candidatures et appuie désormais le candidat de la Communauté civique, Carlos Mesa.

### Candidature de Luis Arce

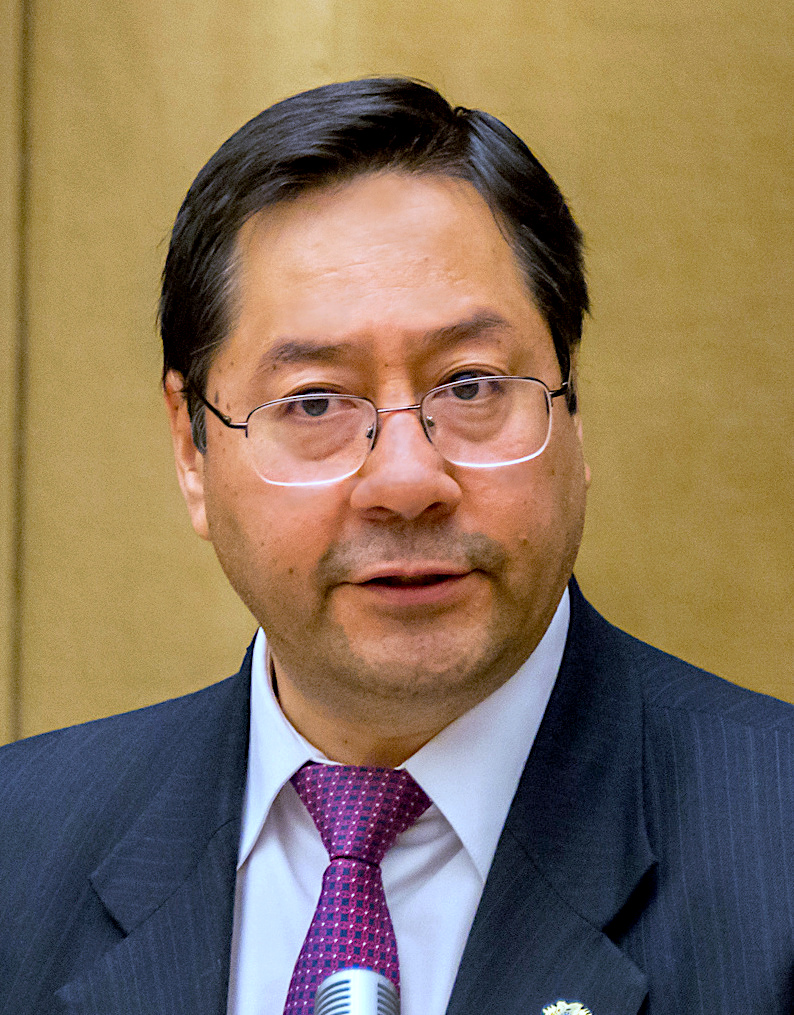
Luis Arce

Considéré comme un socialiste modéré, Luis Arce bénéficie directement du bilan économique des quatorze années au pouvoir du gouvernement menée par le MAS, ayant été ministre de l'Économie tout au long de cette période à l'exception d'un retrait entre mi-2017 et début 2019 en raison d'un cancer du rein. Arce est alors perçu comme « l'architecte du miracle économique » du pays, qui a vu son PIB multiplié par quatre et la pauvreté passer de 60 à 37 % sur la période allant de 2006 à 2014, les réserves en devises étant quant à elle multipliées par cinq. Des revenus grandement appuyés par la nationalisation du secteur pétrolifère mené par son ministère, qui ont permis le financement des programmes sociaux, mais également celui du secteur industriel, notamment l'exploitation du gaz naturel et du lithium,.
Luis Arce mène par conséquent une campagne axée sur la croissance économique en se posant comme garant de la stabilité et de la continuité des politiques mises en œuvre. Un discours qui rencontre un fort écho chez la population, fortement affectée par les effets économiques de la pandémie de Covid-19.

### Candidature puis retrait de Jeanine Áñez
Réunis le 2 février, les postulants de droite se montrent incapables de désigner un candidat unique pour contrer celui du Mouvement vers le socialisme. La présidente par intérim Jeanine Áñez justifie sa candidature, alors qu'elle s'était engagée à ne pas se présenter, par ces divisions.
Courant septembre, Jeanine Áñez est donnée à la quatrième place d'un sondage d'opinion où Luis Arce figure quant à lui en tête avec 40 % des intentions de vote. Devant le risque grandissant d'une division des voix des électeurs de droite, la candidate annonce le 17 septembre se retirer de la course à la présidence. Elle était depuis plusieurs mois affaiblie par sa mauvaise gestion de la pandémie de Covid-19 et de ses conséquences économiques, ainsi que par son usage à outrance de symboles catholiques et ses tentatives de poursuites judiciaires envers les cadres du Mouvement pour le socialisme, des actions ayant provoquées un retour de balancier en galvanisant l'opposition,,. Par absence de jurisprudence sur la question, le Tribunal suprême électoral doit alors prendre une décision au sujet de cette annonce alors que des bulletins de vote ont été imprimés dans certaines localités. Le 21 septembre, l'alliance Juntos annonce sa dissolution et le retrait de tous ses candidats pour les législatives.

### Candidature de Carlos Mesa

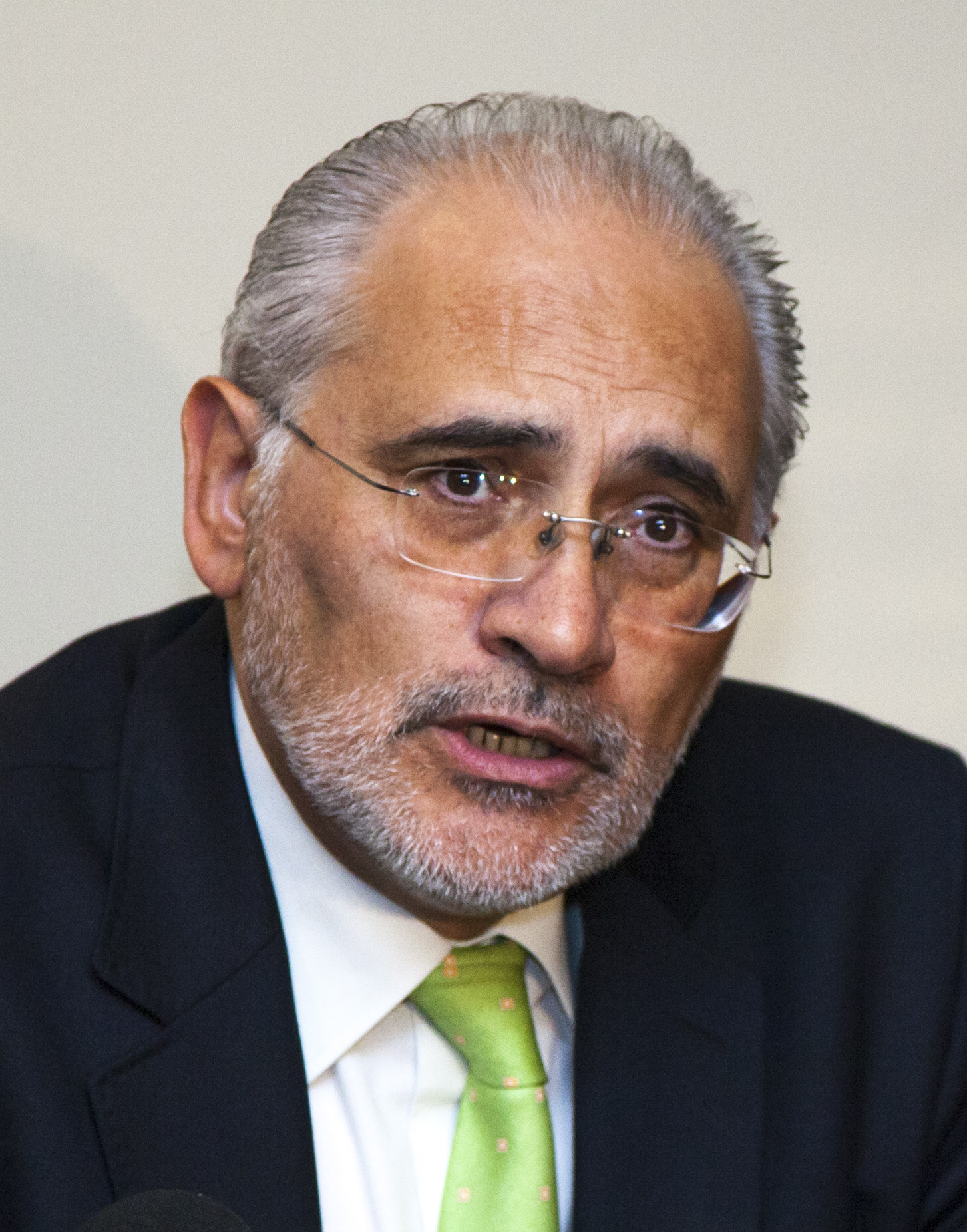
Carlos Mesa.

Carlos Mesa mène une campagne au centre, prenant acte du déplacement vers la gauche de la scène politique bolivienne après quatorze ans de présidence d'Evo Morales. Ancien vice-président de Gonzalo Sánchez de Lozada, dont la présidence avait été marquée par une politique conservatrice et néolibérale, Mesa a été président de 2003 à 2005, à la suite de la démission de Lozada dans le contexte de la guerre du gaz, avant de démissionner à son tour devant son incapacité à résoudre la crise. Sa démission avait alors conduit à un scrutin anticipé, qui avait vu la victoire de Morales.
Au cours de la campagne, Carlos Mesa affirme notamment que la Bolivie n'a pas besoin de privatisations, et se rapproche des milieux indigènes et environnementalistes, tandis que son alliance électorale, Communauté civique, se place en tête du nombre de femmes candidates. Mesa surprend également en devenant le seul candidat à se montrer favorable à l'ouverture d'un débat sur la légalisation du mariage homosexuel, de l'avortement et du cannabis à usage récréatif. Le candidat est cependant critiqué pour le caractère vague de son programme économique, son image élitiste, ainsi que son absence de prise de position au cours des polémiques émaillant la campagne, se cantonnant à un discours ni-Arce, ni-Áñez. Cette attitude résolument au centre est néanmoins jugée susceptible de mener à son terme l'ère post-Morales dans un contexte d’extrême polarisation de la scène politique bolivienne.

## Déroulement
La population se rend aux urnes dans le calme et sans débordements majeurs, déjouant les craintes d'incidents similaires à ceux qui s'étaient produits en 2019,,,. Le ministre de la Défense, Luis Fernando López, se réjouit ainsi du déroulement du scrutin au cours duquel les citoyens ont pu aller voter paisiblement en déclarant que les Boliviens « ont gagné face aux violents et à ceux qui voulaient le chaos ».
Le 18 octobre, en fin d'après-midi, le président du Tribunal électoral suprême, Salvador Romero, souligne la tranquillité qui a marqué les élections dans tout le pays et à l'étranger, et ce même où il y avait de longues files d'attente. Il indique souhaiter que le dépouillement des votes et le remplissage des registres électoraux, auxquels tout citoyen peut assister, se poursuivent dans le même climat,. La bonne conduite des élections est remarquée et saluée par les observateurs de l'Organisation des Nations unies, de l'Union européenne et de l'Organisation des États américains,.

## Résultats

### Résultats globaux
|                          |                                  |                                    |           |       |         |               |           |               |  |  |  |  |  |  |
| Parti ou coalition       | Parti ou coalition               | Candidat présidentiel et colistier | Votes     | %     | Députés | Députés       | Sénateurs | Sénateurs     |  |  |  |  |  |  |
| Parti ou coalition       | Parti ou coalition               | Candidat présidentiel et colistier | Votes     | %     | Sièges  | +/-           | Sièges    | +/-           |  |  |  |  |  |  |
|                          | Mouvement vers le socialisme     | Luis Arce David Choquehuanca       | 3 393 978 | 55,10 | 75      | 8             | 21        | en stagnation |  |  |  |  |  |  |
|                          | Communauté citoyenne             | Carlos Mesa Gustavo Pedraza        | 1 775 943 | 28,83 | 39      | 11            | 11        | 3             |  |  |  |  |  |  |
|                          | Nous croyons                     | Luis Fernando Camacho Marco Pumari | 862 184   | 14,00 | 16      | 7             | 4         | 4             |  |  |  |  |  |  |
|                          | Front pour la victoire           | Chi Hyung Chung Leopoldo Chui      | 95 252    | 1,55  | 0       | en stagnation | 0         | en stagnation |  |  |  |  |  |  |
|                          | Parti d'action national bolivien | Feliciano Mamani Ruth Nina         | 31 765    | 0,52  | 0       | en stagnation | 0         | en stagnation |  |  |  |  |  |  |
|                          |                                  |                                    |           |       |         |               |           |               |  |  |  |  |  |  |
| Votes valides            | Votes valides                    | Votes valides                      | 6 159 122 | 94,99 |         |               |           |               |  |  |  |  |  |  |
| Votes blancs             | Votes blancs                     | Votes blancs                       | 91 419    | 1,41  |         |               |           |               |  |  |  |  |  |  |
| Votes nuls               | Votes nuls                       | Votes nuls                         | 233 375   | 3,60  |         |               |           |               |  |  |  |  |  |  |
| Total                    | Total                            | Total                              | 6 483 916 | 100   | 130     | en stagnation | 36        | en stagnation |  |  |  |  |  |  |
| Abstention               | Abstention                       | Abstention                         | 849 010   | 11,58 |         |               |           |               |  |  |  |  |  |  |
| Inscrits / participation | Inscrits / participation         | Inscrits / participation           | 7 332 926 | 88,42 |         |               |           |               |  |  |  |  |  |  |

### Résultats par département
| Candidat                 | Candidat                 | Beni    | Beni    | Chuquisaca | Chuquisaca | Cochabamba | Cochabamba | La Paz    | La Paz    | Oruro   | Oruro   | Pando  | Pando  | Potosí  | Potosí  | Santa Cruz | Santa Cruz | Tarija  | Tarija  |
| ------------------------ | ------------------------ | ------- | ------- | ---------- | ---------- | ---------- | ---------- | --------- | --------- | ------- | ------- | ------ | ------ | ------- | ------- | ---------- | ---------- | ------- | ------- |
|                          |                          | Votes   | %       | Votes      | %          | Votes      | %          | Votes     | %         | Votes   | %       | Votes  | %      | Votes   | %       | Votes      | %          | Votes   | %       |
|                          | Luis Arce                | 71 957  | 34,72   | 148 452    | 49,06      | 773 386    | 65,90      | 1 162 949 | 68,36     | 186 452 | 62,94   | 25 883 | 45,80  | 211 571 | 57,61   | 576 567    | 36,21      | 124 586 | 41,62   |
|                          | Carlos Mesa              | 81 182  | 39,17   | 139 176    | 45,99      | 371 826    | 31,68      | 486 139   | 28,58     | 97 812  | 33,02   | 14 635 | 25,89  | 131 635 | 35,85   | 275 868    | 17,32      | 150 405 | 50,24   |
|                          | Luis Fernando Camacho    | 49 128  | 23,70   | 6 791      | 2,24       | 13 356     | 1,14       | 12 319    | 0,72      | 2 746   | 0,93    | 14 817 | 26,22  | 10 248  | 2,79    | 717 742    | 45,07      | 16 023  | 5,35    |
|                          | Chi Hyun Chung           | 4 031   | 1,94    | 6 178      | 2,04       | 11 867     | 1,01       | 28 763    | 1,69      | 6 301   | 2,13    | 1 025  | 1,81   | 9 408   | 2,56    | 18 037     | 1,13       | 6 994   | 2,34    |
|                          | Feliciano Mamani         | 963     | 0,46    | 1 996      | 0,66       | 3 216      | 0,27       | 11 032    | 0,65      | 2 940   | 0,99    | 157    | 0,28   | 4 364   | 1,19    | 4 137      | 0,26       | 1 342   | 0,45    |
| Votes blancs / nuls      | Votes blancs / nuls      | 23 818  | 10,31   | 19 230     | 5,98       | 40 895     | 3,37       | 71 441    | 4,03      | 13 733  | 4,43    | 3 262  | 5,45   | 31 685  | 7,94    | 90 734     | 5,39       | 22 259  | 6,92    |
| Total                    | Total                    | 231 079 | 231 079 | 321 823    | 321 823    | 1 214 546  | 1 214 546  | 1 772 643 | 1 772 643 | 309 984 | 309 984 | 59 779 | 59 779 | 398 911 | 398 911 | 1 886 387  | 1 886 387  | 321 609 | 321 609 |
| Inscrits / participation | Inscrits / participation | 270 213 | 85,52   | 368 623    | 87,30      | 1 340 548  | 90,60      | 1 923 305 | 92,17     | 339 950 | 91,19   | 72 136 | 82,87  | 453 287 | 88,00   | 1 683 085  | 89,22      | 376 846 | 85,34   |

## Suites

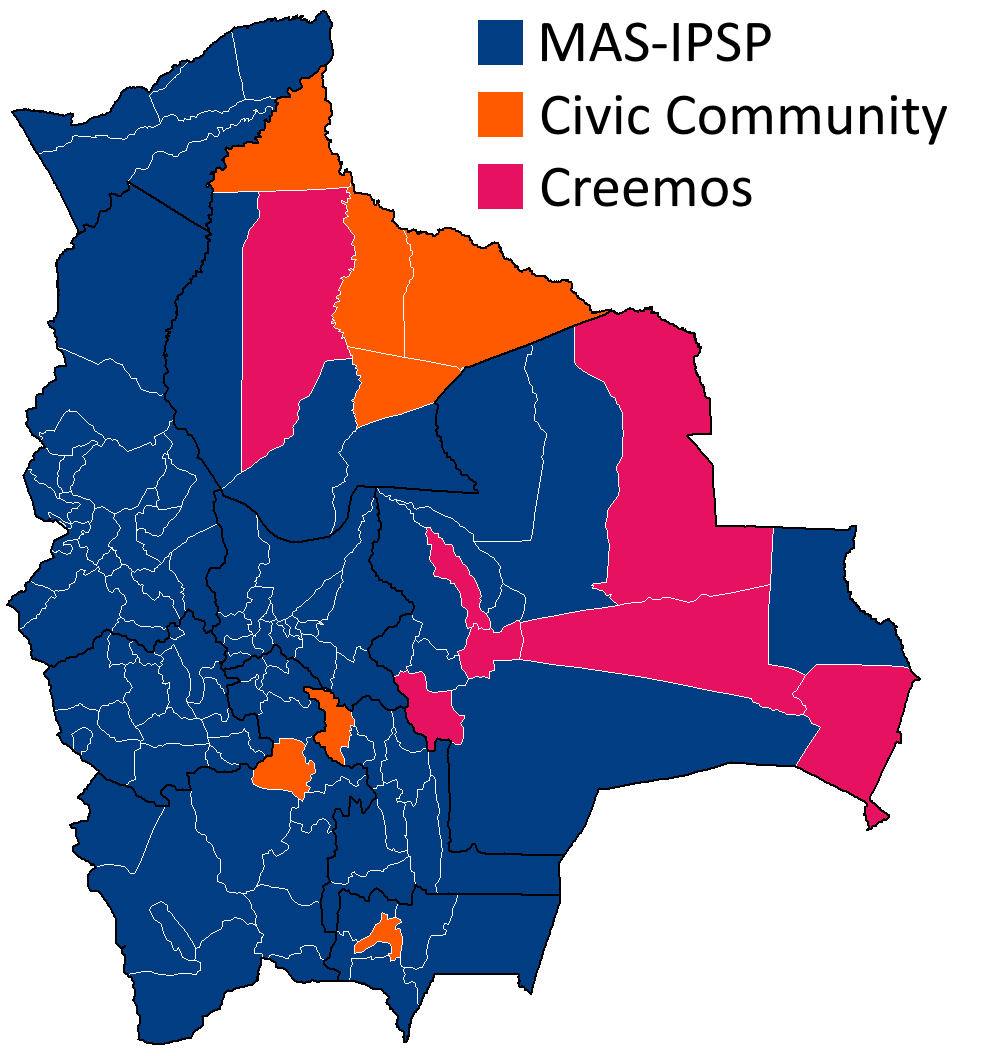
Candidat arrivé en tête par province.

### Dépouillement et réactions
Afin d'assurer la plus grande transparence possible, l'ensemble des opérations de dépouillement se fait en libre accès du public, tandis que l'intégralité des registres électoraux sont photographiés. Le dépouillement des suffrages est en retour considérablement ralenti.
Au soir du scrutin, Luis Arce est cependant donné vainqueur dès le premier tour par plusieurs instituts ayant procédé à des décomptes rapides non officiels le donnant à environ 52 % des suffrages, devant Carlos Mesa à 30 % et Luis Fernando Camacho à 14 %,.
Le candidat du Mouvement vers le socialisme est félicité dans la foulée par la présidente sortante, ainsi que par l'ancien président Tuto Quiroga, tous deux anciens candidats ayant renoncé à leur candidature. Carlos Mesa annonce par la suite reconnaître sa défaite et accepter le mandat de chef officiel de l'opposition,. Il félicite également les deux élus pour leur victoire quelques jours plus tard. Le secrétaire général de l'Organisation des États américains, Luis Almagro, félicite à son tour Luis Arce et son colistier David Choquehuanca pour leur victoire. Arce affirme en retour « ne pas se soucier de ses félicitations » et se joint aux voix qui demandent la démission du secrétaire général pour ingérence dans les affaires intérieures du pays lors des élections de 2019,.
Le Comité civique pro-Santa Cruz, qui avait tenu un rôle déterminant dans le renversement d'Evo Morales en 2019, accuse Jeanine Añez et Carlos Mesa d'avoir conclu un accord avec le MAS pour reconnaitre l'élection de Luis Arce, qu'il juge potentiellement frauduleuse. Des mouvements d’extrême droite, dont l'Unión Juvenil Cruceñista et la Resistencia Juvenil Cochala, organisent des rassemblements contestant la victoire de Luis Arce à Santa Cruz, Cochabamba, Sucre, Oruro, La Paz, ou encore Tarija. Bien que relativement peu suivis, ces rassemblements donnent lieu à quelques violences. Andrea Barrientos, élue de Comunidad Ciudadana, est agressée par des militants de Creemos pour avoir déclaré n'avoir constaté aucune irrégularité dans le dépouillement et dans la compilation des résultats.

### Analyse
La victoire du MAS avec 55,1 % des voix au niveau national se décline territorialement, le parti remportant plus de 60 % des suffrages exprimés dans ses fiefs La Paz, de Cochabamba et d'Oruro, où il progresse fortement par rapport aux résultats annulés de 2019, quand il oscillait entre 48 % et 57 %. Également en tête dans les départements de Potosí, de Chuquisaca et de Pando, il termine deuxième dans les trois autres : la Communauté civique s'impose en effet dans les départements de Tarija et du Beni, tandis que Creemos remporte plus de 45 % des voix dans le bastion de son candidat, Santa Cruz. À l'inverse, la candidature de Luis Arce est devancée par celle de Carlos Mesa en nombre de capitales départementales, n'en remportant que trois contre cinq à son principal concurrent, la neuvième revenant à Luis Fernando Camacho. Dans son bastion d'El Alto, le MAS confirme son ancrage en remportant plus des trois quarts des suffrages exprimés, tandis que dans sa province natale de Chapare, il s'impose avec 73 % des voix.
La chambre haute devient pour la première fois de son histoire majoritairement féminines, comptant 20 sénatrices pour 16 sénateurs ; si aucune délégation départementale n'est exclusivement masculine, celles de La Paz et Beni comptent même trois femmes pour quatre sièges à pourvoir. En outre, les trois cinquièmes des élus à la Chambre des sénateurs entrent pour la première fois au sein de cette assemblée. Il n'en va pas de même à la Chambre des députés, où le nombre de femmes élues régresse de 67 à 56.
Le Mouvement vers le socialisme remporte les deux tiers des sièges uninominaux avec 42 circonscriptions sur 63, ainsi que les sept sièges réservés aux indigènes, emportant la totalité des districts électoraux d'Oruro et de Pando et n'en ratant qu'un seul de Cochabamba, où il vire en tête dans chaque province. Si le MAS obtient donc 96 parlementaires sur un total de 166, il ne parvient pas à atteindre la majorité qualifiée des deux tiers qui lui permettait jusqu'au précédent scrutin d'éviter de négocier avec l'opposition pour notamment procéder aux désignations du Défenseur du peuple, du Contrôleur général de l'État, de six membres de l'Organe électoral plurinational et du procureur général de l'État, ou encore pour préselectionner les postulants à une place de magistrat. Des amendements effectués au cours de la législature précédente ont cependant abaissé à la majorité absolue les votes sur les désignations concernés,.

### Conséquences
Peu après la proclamation des résultats officiels de l'élection par le Tribunal suprême électoral, la présidente de la Chambre des sénateurs Eva Copa annonce que les deux chambres de l'Assemblée législative plurinationale clôtureront leurs sessions cinq jours plus tard. Une fois les nouveaux députés et sénateurs investis dans leurs fonctions, le président élu Luis Arce pourra être assermenté au palais législatif de La Paz le 8 novembre. Le président de la Chambre des députés Sergio Choque indique que les anciens présidents boliviens seront invités, et le Mouvement vers le socialisme fait savoir qu'il souhaite convier les chefs d'État sud-américains et tous les représentants diplomatiques.

### Troubles post-électoraux
Le 5 novembre 2020, des manifestations et des blocages de route ont lieu dans tout le pays à l'appel d'un groupe d'extrême-droite, le Comité civique pro-Santa Cruz, qui conteste les résultats des élections. Le quartier général de campagne d'Arce à La Paz est visé par un attentat à la dynamite alors qu'il y rencontrait le chef du MAS, Sebastián Michel. La tentative d'assassinat ne fait toutefois pas de blessés,.
Le ministre de la Défense du gouvernement Áñez, Luis Fernando Lopez, et des officiers boliviens ont envisagé un coup d’État afin d’empêcher l'investiture de Luis Arce et faire annuler les élections, cherchant notamment à recruter des mercenaires américains, selon des enregistrements divulgués en 2021 par le site d'investigation The Intercept.

### Condamnation de Jeanine Áñez pour coup d'État
Le 12 mars 2021, après la plainte d'une ancienne députée du MAS, la justice bolivienne ordonne l'arrestation de Jeanine Áñez, qui est alors recherchée par les autorités pour « sédition et terrorisme » pour sa prise de pouvoir en novembre 2019. Le jour même, la police se rend au domicile de l'ancienne présidente, situé à Trinidad, et l'arrête. L’ancienne présidente est amenée à La Paz en présence du ministre de l'Intérieur, Carlos del Castillo. Le lendemain, elle est placée en détention provisoire et transférée dans une prison pour femmes,.
À partir du 15 mars, des dizaines de milliers de personnes manifestent dans les principales rues du pays pour protester contre les arrestations récemment menées,. Amnesty International fait alors état de sérieux doutes sur l’indépendance de la justice en Bolivie, quel que soit le parti au pouvoir ; la directrice Amérique de l’ONG, Erika Guevara Rosas, indique que « la détention de Jeanine Áñez et d’autres ex-fonctionnaires semble suivre un modèle habituel : un usage partial de la justice ».
Le 21 août, un rapport du groupe d’experts indépendants de la Commission interaméricaine des droits de l’homme est utilisé par le parquet bolivien pour accuser l’ex-présidente de « génocide » en raison d’un usage disproportionné de la force contre des manifestants en novembre 2019, avec 20 morts.
Son procès pour « décisions contraires à la Constitution » et « manquement au devoir » s'ouvre le 10 février 2022 à La Paz. Le 11 juin 2022, reconnue coupable d'avoir organisé un coup d'État contre Evo Morales et d'avoir accédé au pouvoir de manière inconstitutionnelle, elle est condamnée à dix ans de prison.

### Arrestation de Luis Fernando Camacho
Mis en cause par la justice bolivienne dans le coup d’État de 2019, Luis Fernando Camacho refuse de façon répétée en 2021 et 2022 de se présenter devant la justice lorsque le procureur le convoque pour témoigner. Lui-même nie avoir participé à un coup d’État et affirme avoir défendu la démocratie contre un gouvernement dictatorial. La justice émet finalement à son encontre un mandat d’arrêt en octobre 2022, que les autorités politiques hésitent toutefois à faire exécuter, craignant que son arrestation n'entraine des violences.
Le 29 décembre 2022, il est arrêté et conduit à La Paz. Le lendemain, un juge le condamne à quatre mois de détention préventive. La nouvelle de son emprisonnement déclenche de violentes manifestations dans son fief de Santa Cruz. Des bâtiments publics sont incendiés, ainsi que la maison d’un ministre.
Il lui est reproché d'avoir dirigé des blocages de rue avec des groupes militants et de s’être coordonné avec des membres de la police pour conduire cette institution à se retourner contre le gouvernement. L'acte d'accusation se fonde notamment sur des déclarations faites par Camacho lui-même dans la presse et les réseaux sociaux. Dans l’une d’elles, il affirme que son père, un important homme d’affaires, est celui qui a « arrangé avec la police » leur soutien au soulèvement contre Evo Morales. Dans une autre, publiée immédiatement après la démission du président, il appelle à l'instauration d'une « junte civico-militaire ».